# Marc Jan Eumann
Marc Jan Eumann (ur. 26 lutego 1966 w Hamburgu) – niemiecki polityk (SPD). Od 1 kwietnia 2018 jest dyrektorem Landeszentrale für Medien und Kommunikation w Nadrenii-Palatynacie. 

## Edukacja
Po ukończeniu w 1985 szkoły średniej (Hölderlin-Gymnasium, Kolonia) Eumann do 1988 studiował historię, nauki polityczne i prawo na Rheinische Friedrich-Wilhelms-Universität Bonn, a 1988–1991 m.in. historię współczesną, historię anglo-amerykańską i historię sztuki studiował na Uniwersytecie w Kolonii. Studia magisterskie ukończył w 1991. 
W lutym 2011 Eumann otrzymał doktorat na uniwersytecie TU Dortmund. W recenzji zamieszczonej w czasopiśmie Journalism Arnulf Kutsch stwierdził, że Eumann włączył do pracy doktorskiej własną pracę magisterską, która zawierała usterki. Po przeprowadzeniu wstępnej analizy wewnętrznej uniwersytet zlecił przygotowanie opinii prawnej ze względu na złożoność sytuacji. 9 kwietnia 2014 Rada Wydziału Nauk o Kulturze postanowiła nie odbierać Eumannowi stopnia doktora, ponieważ nie udowodniono mu zamiaru oszustwa. Jeden z recenzentów, Ulrich Pätzold, sam zachęcał Eumanna do wznowienia tematu pracy magisterskiej. 

## Kariera
Eumann jest od 1987 członkiem SPD. W 2002 był zamieszany w skandal z darowiznami w Kolonii. W styczniu 2013 ujawniono, że promotor jego rozprawy doktorskiej kilka miesięcy po przyznaniu Eumannowi doktoratu złożył wniosek o dofinansowanie inicjatywy dziennikarskiej i otrzymał 210 000 euro na projekty. 1985–1990 Eumann pracował jako dziennikarz dla WDR, Deutschlandradio i Kölner Stadt-Anzeiger. 1995-2010 był członkiem Rady Radiofonii i Telewizji WDR, następnie Rady Telewizji ZDF, a 2016-2017 zasiadał w radzie nadzorczej Deutschlandradio. Od 1 kwietnia 2018 jest dyrektorem Landeszentrale für Medien und Kommunikation w Nadrenii-Palatynacie.